# Hendrik Conscienceplein
Het Hendrik Conscienceplein is een plein in de Belgische stad Antwerpen. 
Het plein is sinds 1883 vernoemd naar de 19e-eeuwse Vlaamse schrijver Hendrik Conscience, van wie een standbeeld door Frans Joris op het plein is geplaatst. Ervoor sprak men van het Jezuïetenplein. 
De deels 17e-eeuwse gebouwen rond het plein worden gekenmerkt door een barokke stijl. Dit geldt in het bijzonder voor de imposante Sint-Carolus Borromeuskerk, een voormalige jezuïetenkerk. De barokke stijl van de bebouwing rond het plein, met veel pracht en praal, werd bewust gestimuleerd door de Jezuïeten: als onderdeel van de Contrareformatie wilde de orde de bevolking op allerlei manieren stimuleren naar de kerken te komen. In een van de gebouwen, de vroegere Sodaliteit is sinds 1883 de Erfgoedbibliotheek Hendrik Conscience gevestigd.
Na de ijsblokkenactie van VAGA (Vrije Aktiegroep Antwerpen, waaronder de kunstenaars Hugo Heyrman en Panamarenko) in 1968 besloot het stadsbestuur om het plein autovrij heraan te leggen in 1972, het eerste autovrije plein van de stad. De opdracht kwam toe aan een jonge stadsambtenaar-architect Dries Jageneau, die overigens zelf ook deel uitmaakte van VAGA. Hij bedacht het dambordpatroon van witte vierkanten op het plein, maar liet – in de geest van het anarchisme en de ontvoogding van de arbeiders – de kasseiers vrij om de vierkanten in te vullen volgens naar patronen van eigen keuze. Alleen in het midden van het plein drukte hij, fervent kaartspeler, zijn eigen stempel door daar een hartenaas, ruitenaas, klaverenaas en schoppenaas te laten aanleggen.

## Galerij

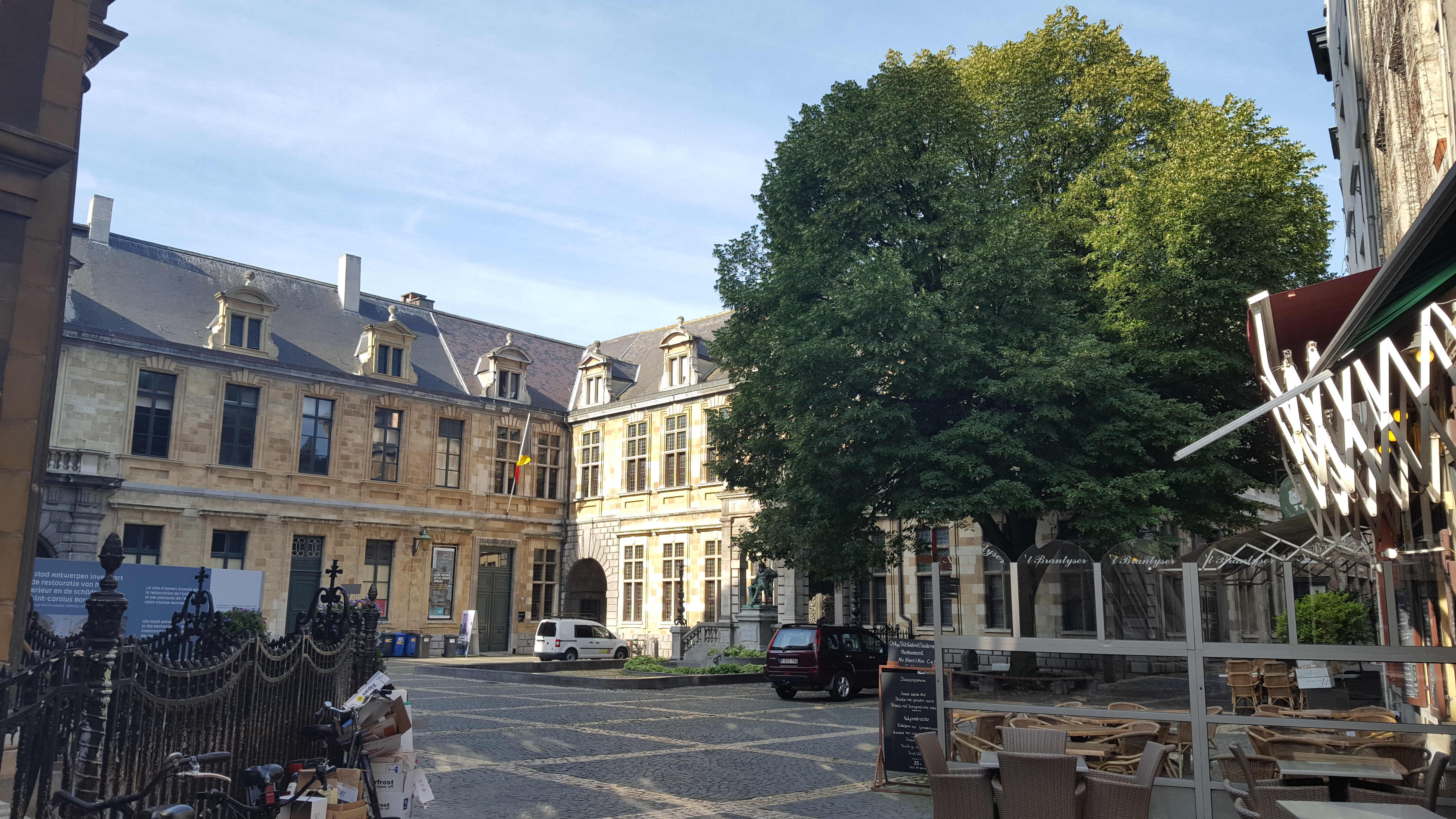
Het plein, komend van de Wolstraat
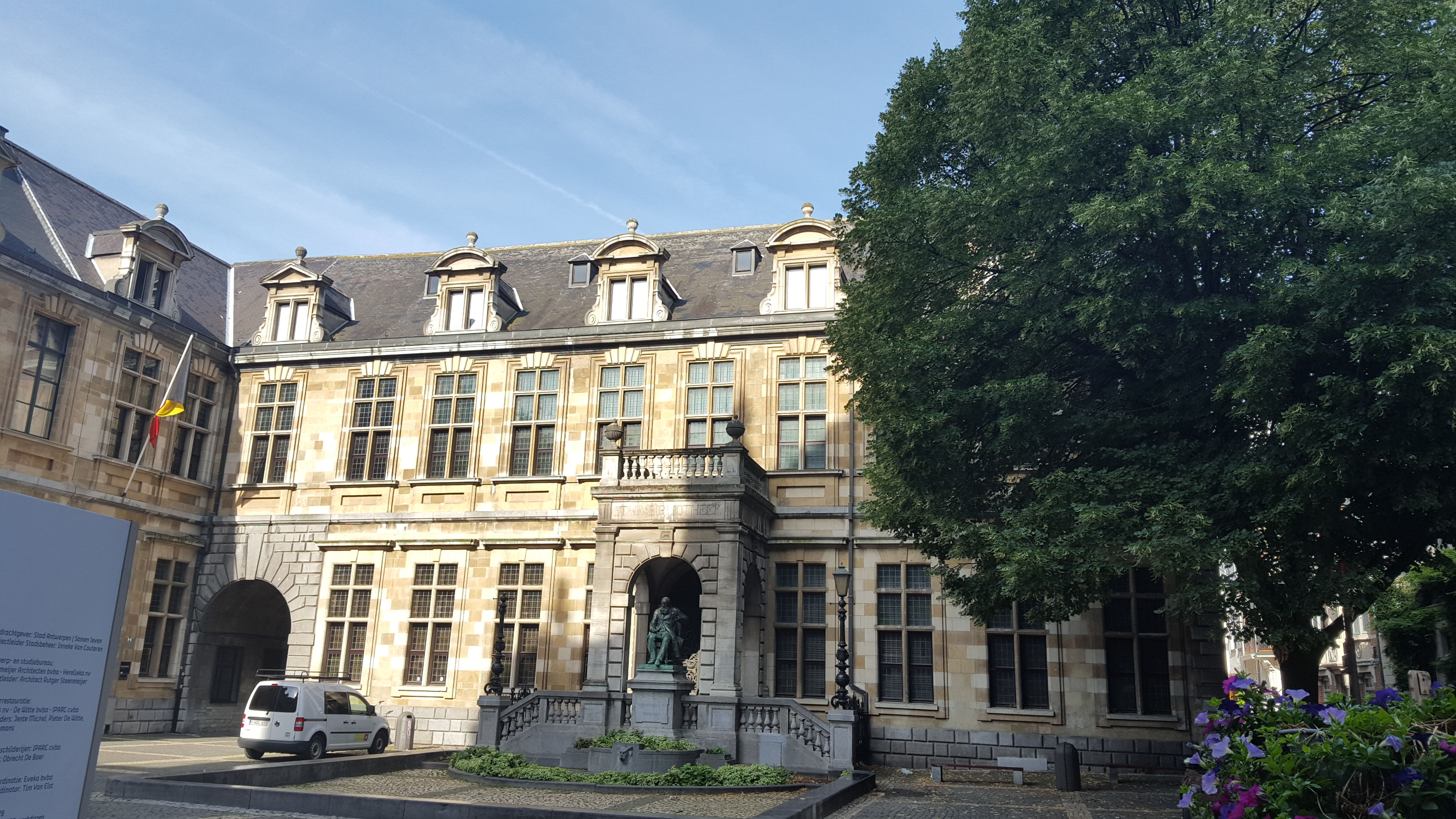
Westelijke gevelwand: Sodaliteit, thans Erfgoedbibliotheek Hendrik Conscience
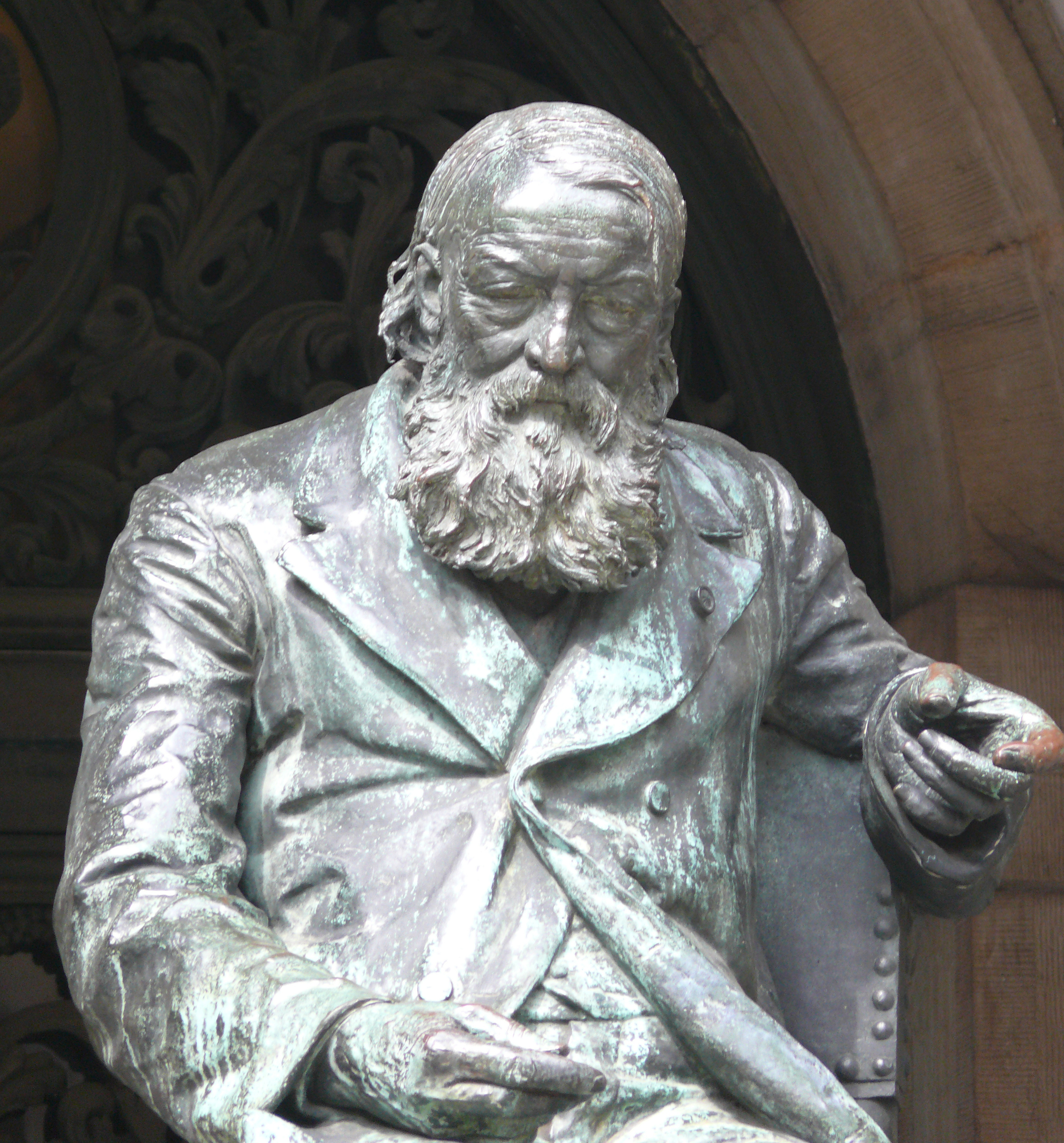
Standbeeld Hendrik Conscience door Frans Joris (close-up)
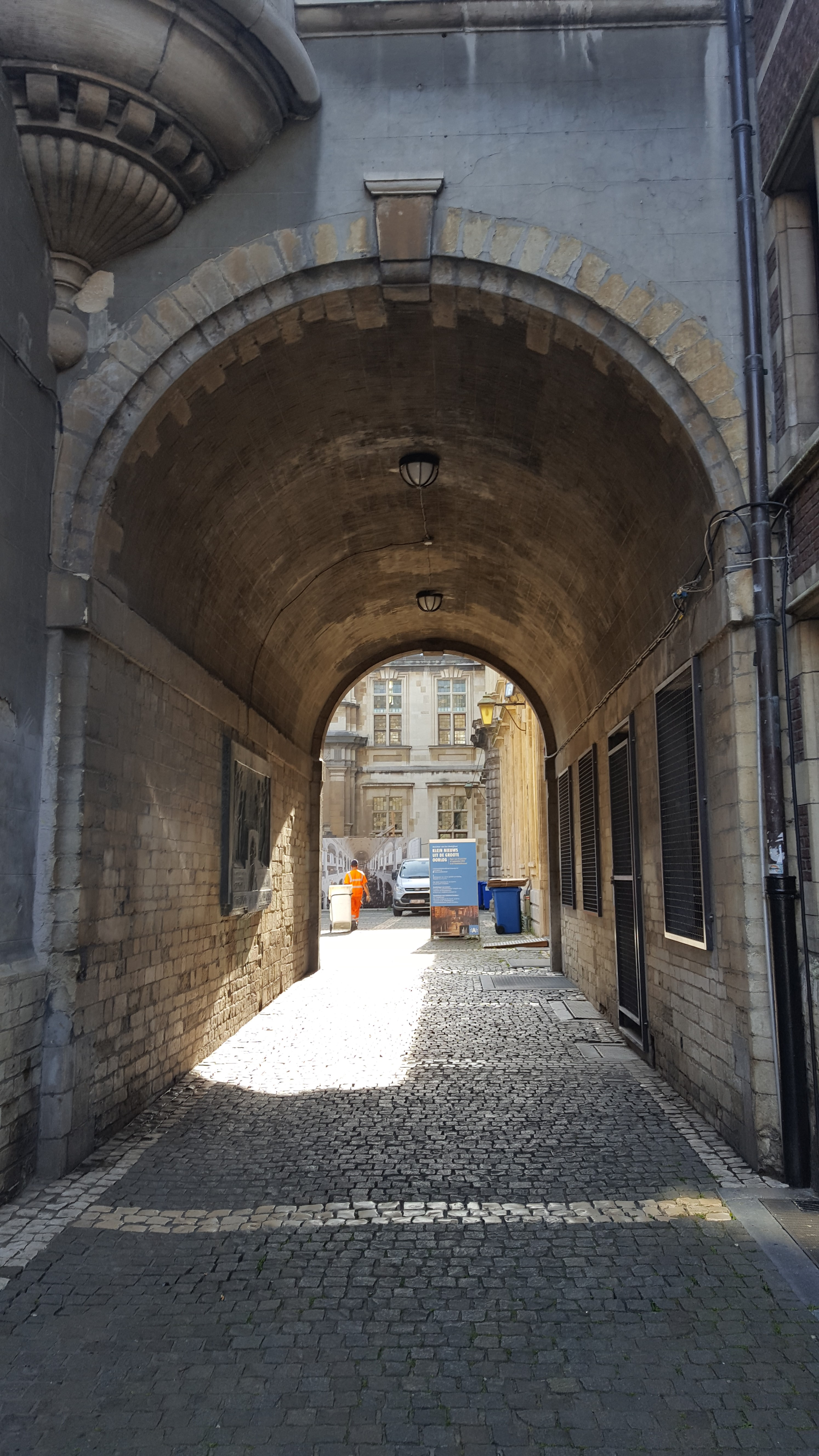
Doorgang naar Jezuïetenrui
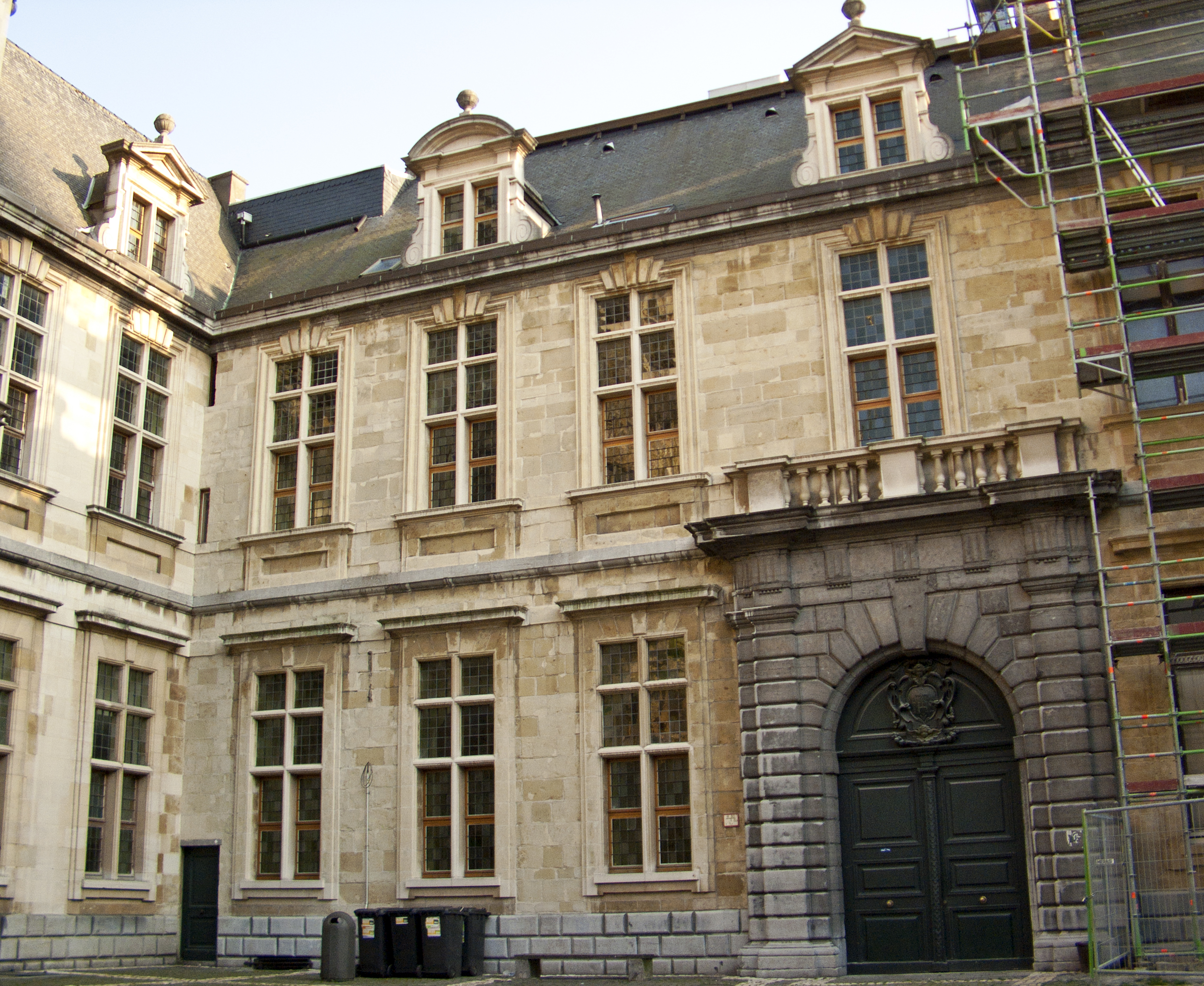
Zuidelijke gevelwand: Professenhuis, thans hoofdingang van de Campus Antwerpen Carolus van de KU Leuven
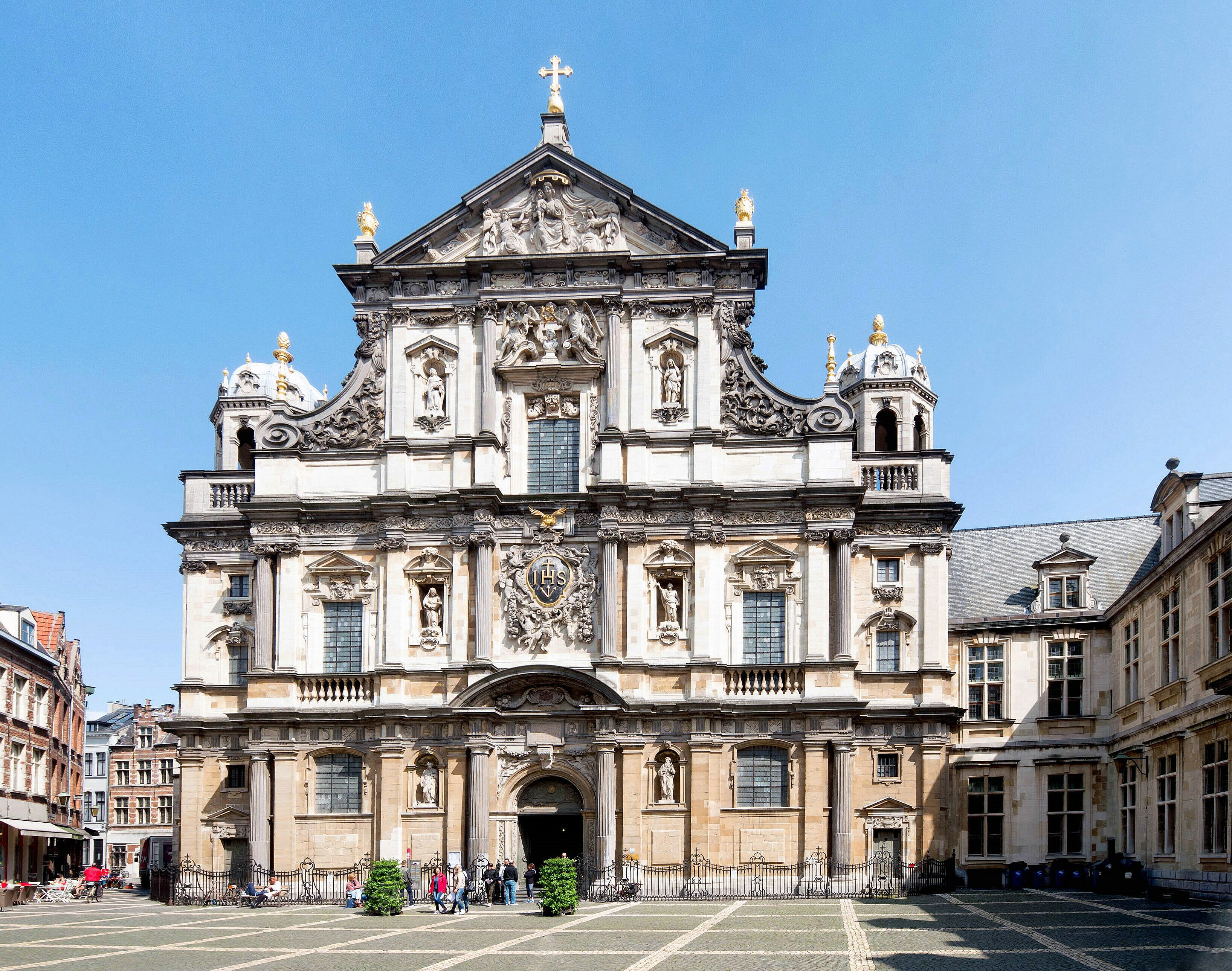
Oostelijke gevelwand: Carolus Borromeuskerk
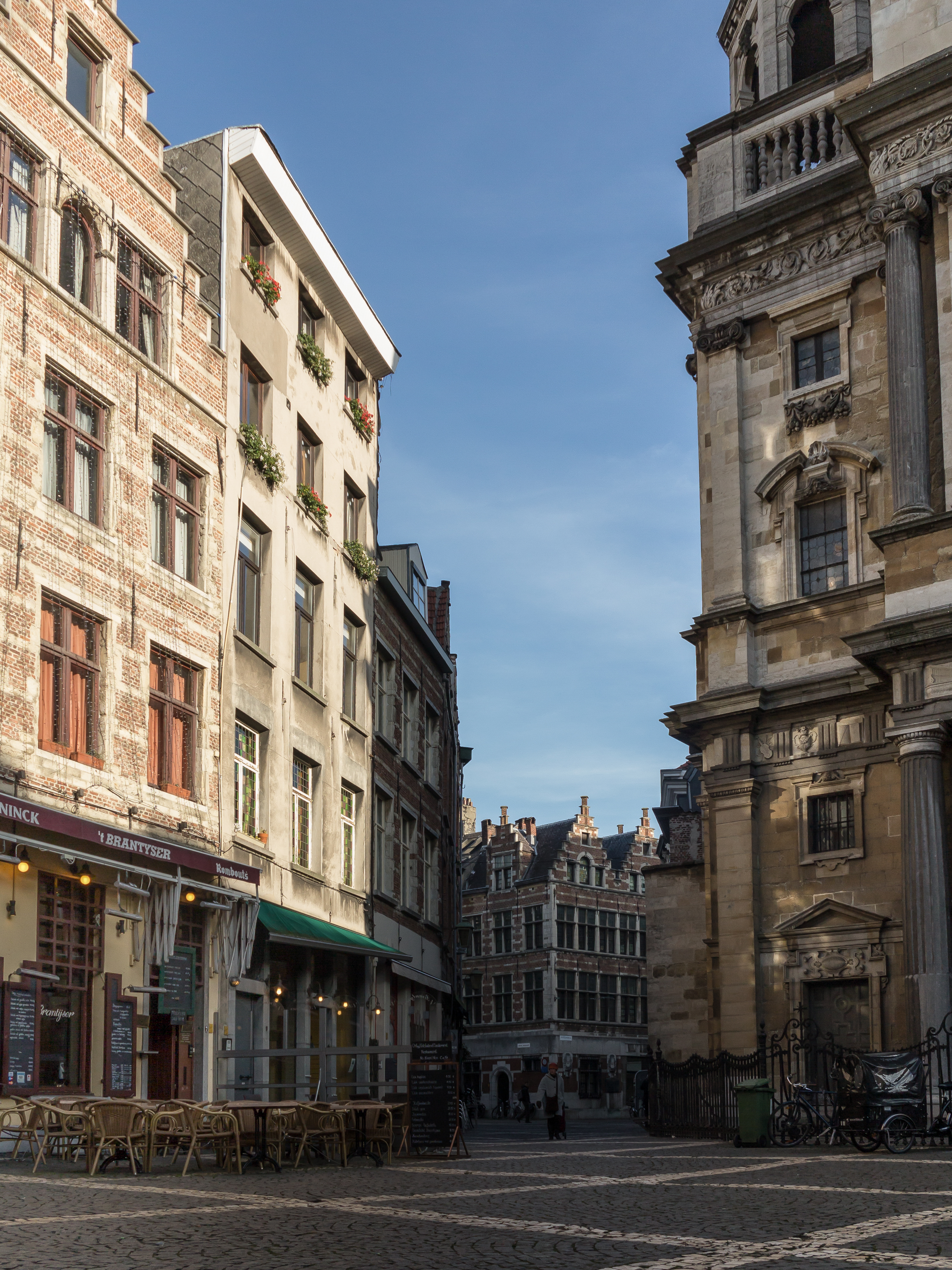
Gezicht richting Wolstraat
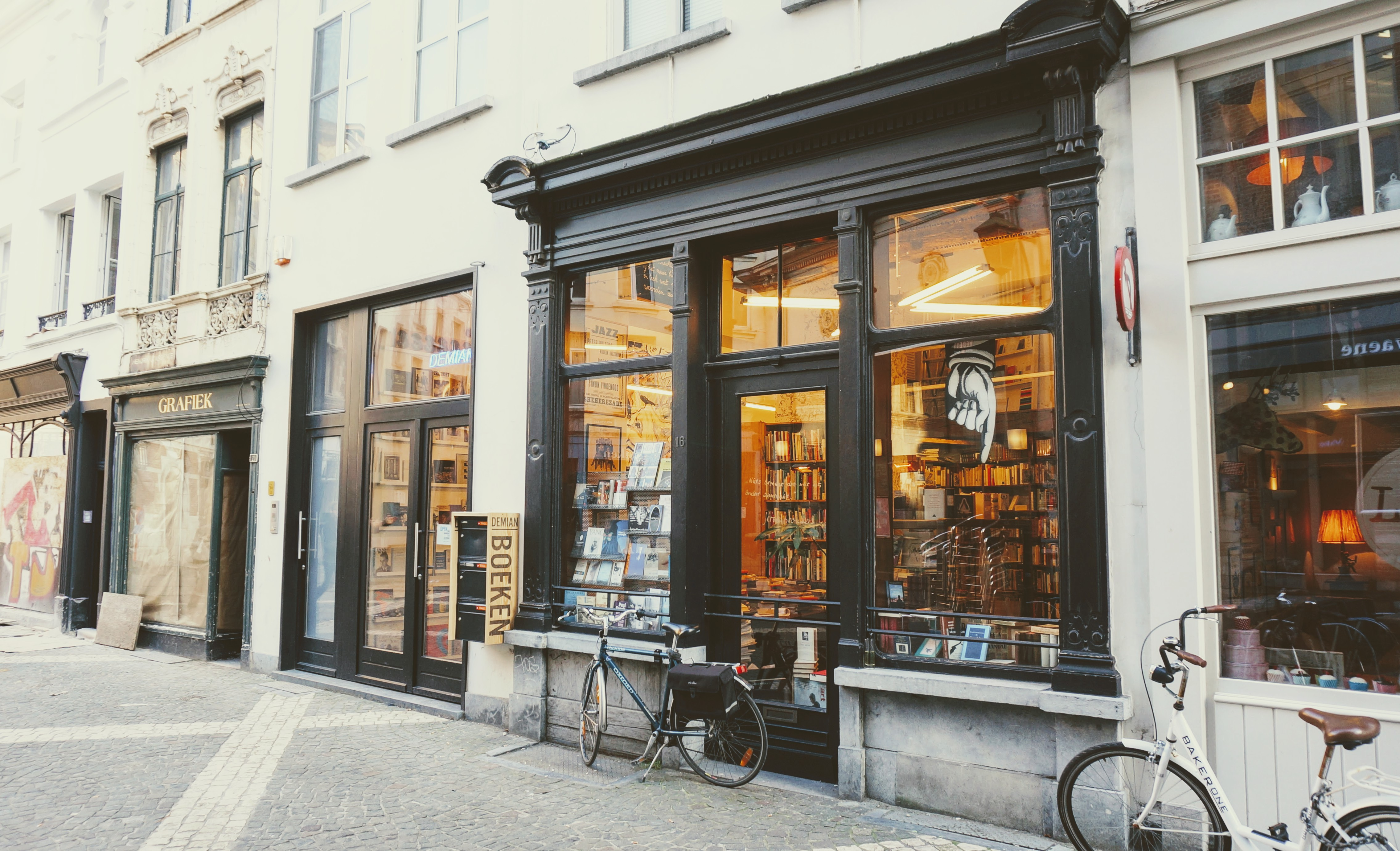
Neoclassicistische winkelpuien
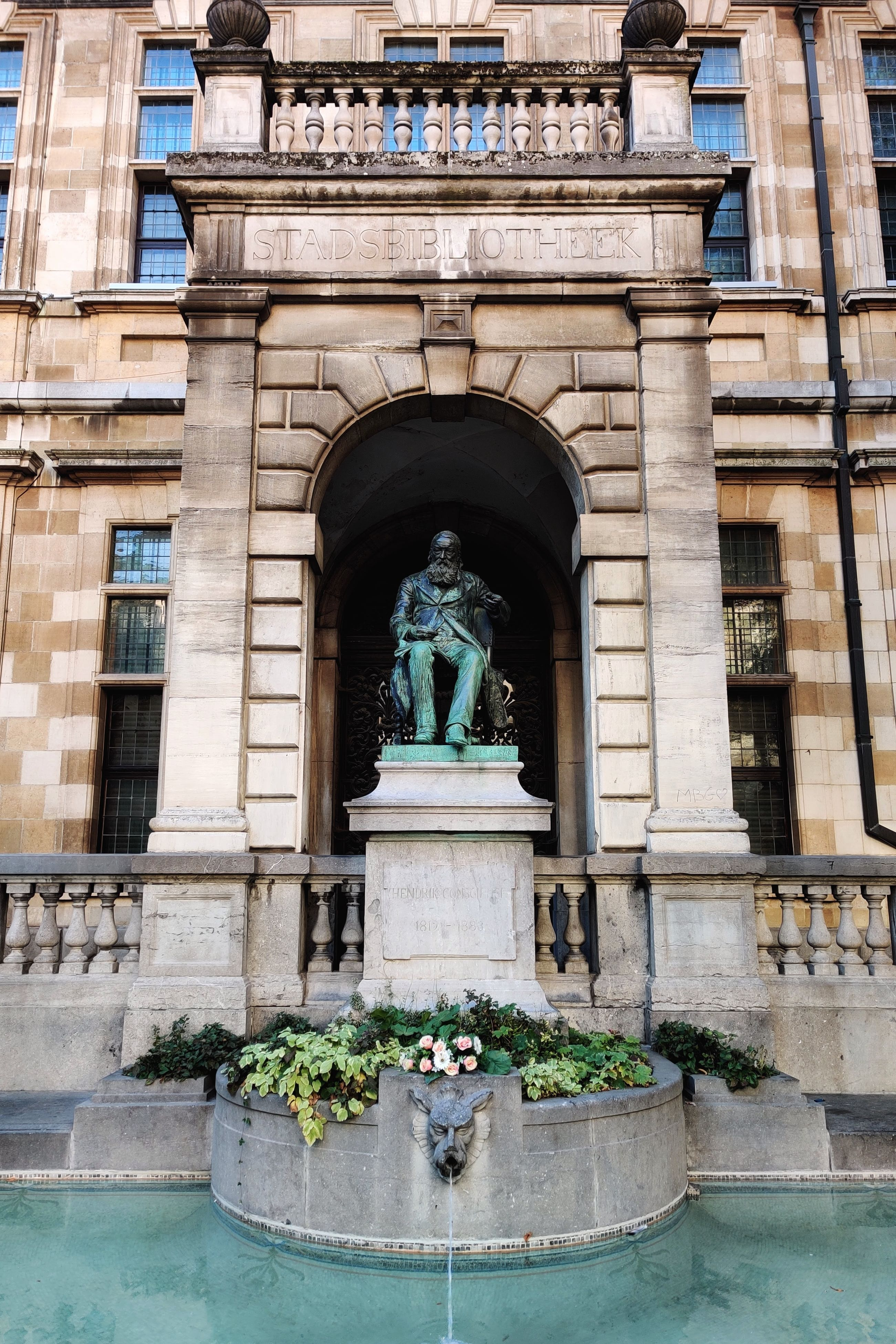
Standbeeld van Hendrik Conscience door Frans Joris